# Philodromus breviductus
Philodromus breviductus är en spindelart som beskrevs av Charles Denton Dondale och James H. Redner 1969. Philodromus breviductus ingår i släktet Philodromus och familjen snabblöparspindlar.
Artens utbredningsområde är Jamaica. Inga underarter finns listade i Catalogue of Life.